# LiDAR

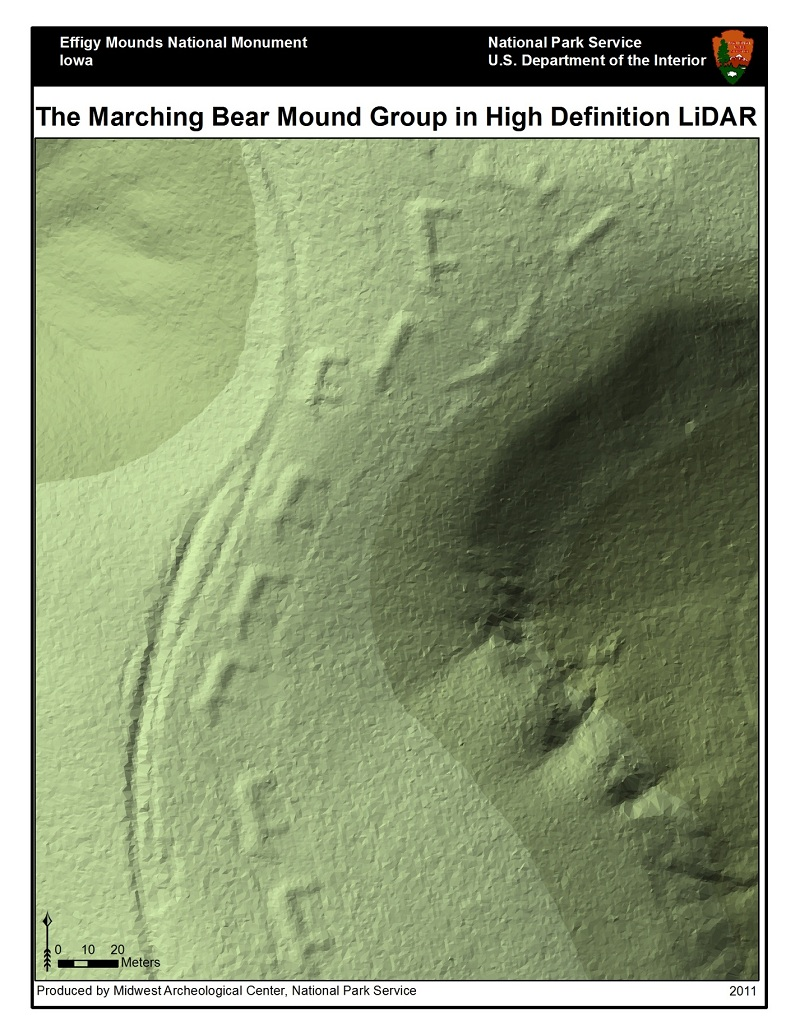
Imagen obtenida con lídar de Marching Bear Mound Group, Monumento Nacional Effigy Mounds.

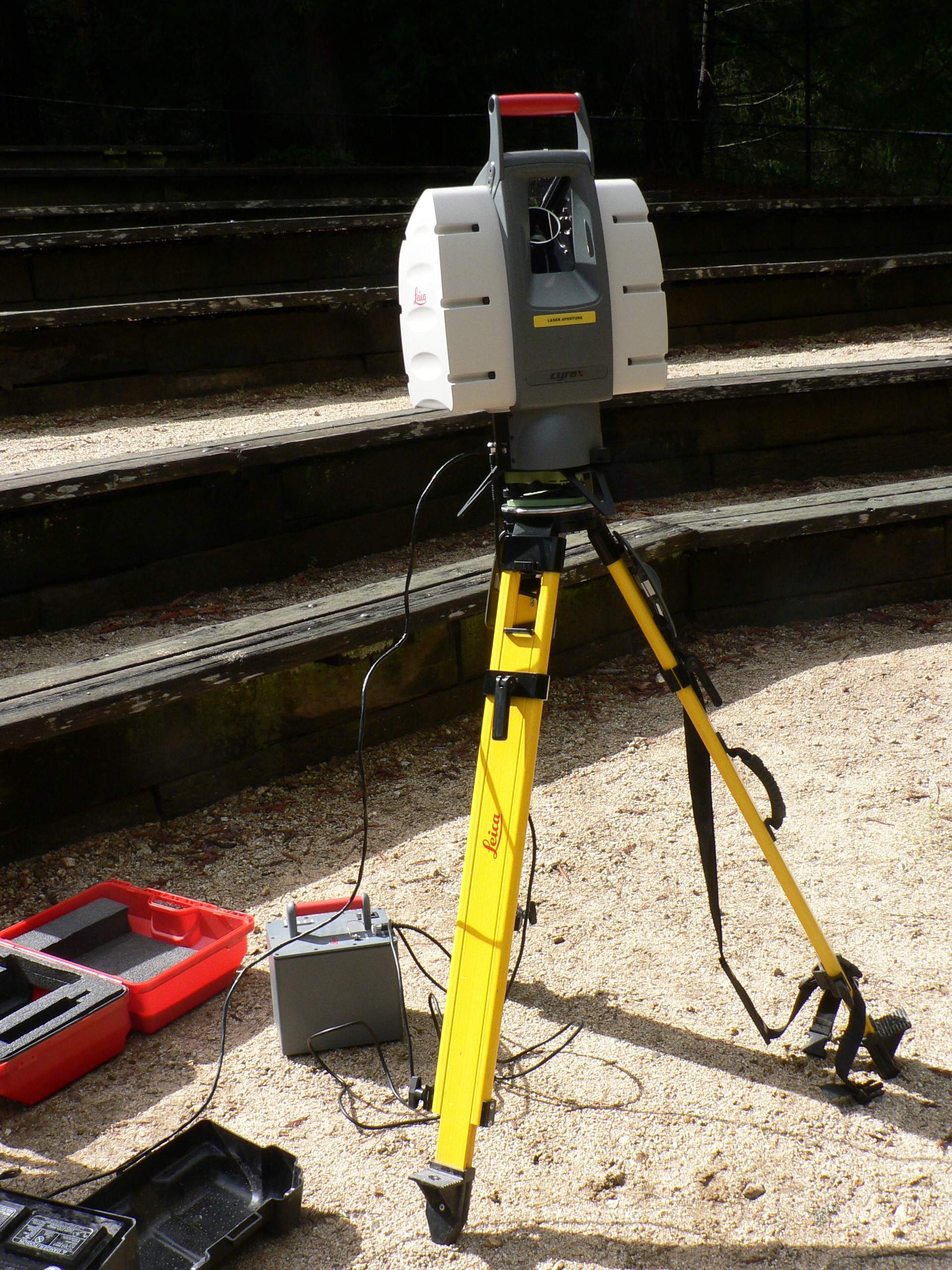
Estación lídar Leica utilizado para el escaneo de edificios, formaciones rocosas, etc. con el objetivo de generar modelos 3D.

Un lídar o lidar (acrónimo del inglés LiDAR, Light Detection and Ranging o Laser Imaging Detection and Ranging) es un dispositivo que permite determinar la distancia desde un emisor láser a un objeto o superficie utilizando un haz láser pulsado. La distancia al objeto se determina midiendo el tiempo de retraso entre la emisión del pulso y su detección a través de la señal reflejada. En general, la tecnología lídar tiene aplicaciones en geología, sismología y física de la atmósfera. También se investiga su uso en vehículos, especialmente los autónomos. 

## Introducción
El lídar es un sistema que permite obtener una nube de puntos del terreno tomándolos mediante un escáner láser aerotransportado (airborne light scanner, ALS). Para realizar este escaneado se combinan dos movimientos. Uno longitudinal dado por la trayectoria del avión y otro transversal mediante un espejo móvil que desvía el haz de luz láser emitido por el escáner.
Para conocer las coordenadas de la nube de puntos se necesita la posición del sensor y el ángulo del espejo en cada momento. Para ello el sistema se apoya en un sistema GPS diferencial y un sistema de navegación inercial (INS). Conocidos estos datos y la distancia sensor-terreno obtenida con el distanciómetro obtenemos las coordenadas buscadas. El resultado es de decenas de miles de puntos por segundo.
Los componentes del lídar son:
- Escáner láser aerotransportado (ALS). Emite pulsos de luz infrarroja que sirven para determinar la distancia entre el sensor y el terreno.
- GPS diferencial. Mediante el uso de un receptor en el avión y uno o varios en estaciones de control terrestres (en puntos de coordenadas conocidas), se obtiene la posición y altura del avión.
- Sistema de navegación inercial (INS). Nos informa de los giros y de la trayectoria del avión.
- Cámara de video digital (opcional), que permite obtener una imagen de la zona de estudio, que servirá para la mejor interpretación de los resultados. Ésta puede montarse en algunos sistemas junto al ALS.
- Medio aéreo. Puede ser un avión o un helicóptero. Cuando se quiere primar la productividad y el área es grande se utiliza el avión, y cuando se quiere mayor densidad de puntos se usa el helicóptero, debido a que éste puede volar más lento y bajo.

Las medidas obtenidas por los tres componentes principales, ALS, GPS y IMU, se toman con una misma etiqueta de tiempos acorde con el GPS. De esta forma después se pueden relacionar fácilmente en el cálculo posterior.
El sistema lídar obtiene también la siguiente información.
- Por cada pulso emitido puede captar 2 o más ecos. Esto nos permite recoger información a diferentes alturas. Por ejemplo, si estamos sobrevolando una zona arbolada, el primer eco puede responder a la copa de los árboles y el último a la superficie terrestre.
- La intensidad reflejada. Puede ser muy útil para la clasificación posterior.

## Clasificación
Por tipo de láser:
- Lídar de pulsos. El proceso para la medición de la distancia entre el sensor y el terreno se lleva a cabo mediante la medición del tiempo que tarda un pulso desde que es emitido hasta que es recibido. El emisor funciona emitiendo pulsos de luz.

- Lídar de medición de fase. En este caso el emisor emite un haz láser continuo. Cuando recibe la señal reflejada mide la diferencia de fase entre la emitida y la reflejada. Conocida ésta solo hay que resolver el número de longitud de ondas enteras que ha recorrido (ambigüedades).

Por tipo de escaneado:

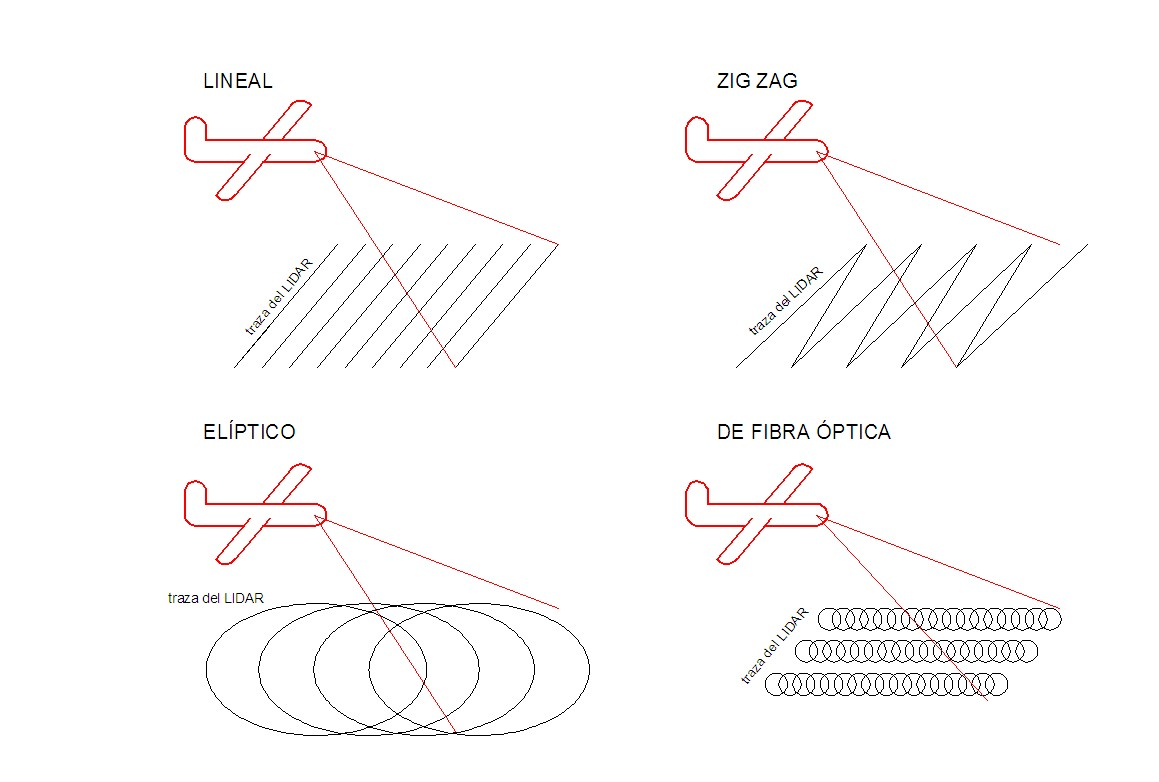
Tipos de lídar.

- Líneas. Dispone de un espejo rotatorio que va desviando el haz láser. Produce líneas paralelas en el terreno como patrón de escaneado. El inconveniente principal de este sistema es que al girar el espejo en una sola dirección no siempre tenemos mediciones.

- Zigzag. En este caso el espejo es rotatorio en dos sentidos (ida y vuelta). Produce líneas en zigzag como patrón de escaneado. Tiene la ventaja de que siempre está midiendo pero al tener que cambiar de sentido de giro la aceleración del espejo varía según su posición. Esto hace que en las zonas cercanas al límite de escaneado lateral (donde varía el sentido de rotación del espejo), la densidad de puntos escaneados sea mayor que en el nadir.

- De fibra óptica. Desde la fibra central de un cable de fibra óptica y con la ayuda de unos pequeños espejos, el haz láser es desviado a las fibras laterales montadas alrededor del eje. Este sistema produce una huella en forma de una especie de circunferencias solapadas. Al ser los espejos pequeños, la velocidad de toma de datos aumenta respecto a los otros sistemas pero el ángulo de escaneado (FOV) es menor.

- Elíptico (Palmer). En este caso el haz láser es desviado por dos espejos que producen un patrón de escaneado elíptico. Como ventajas del método podemos comentar que el terreno es a veces escaneado desde diferentes perspectivas aunque el tener dos espejos incrementa la dificultad al tener dos medidores angulares.

## Aplicaciones

### Topografía
En topografía, la medición de distancias con láser para aplicaciones de mapas a gran escala, está revolucionando la toma de datos digitales relativos a la elevación de terrenos. Esta técnica es una alternativa a otras fuentes de toma de datos como el Modelo Digital del Terreno (MDT). Se puede usar como una fuente de datos para los procesos de contorno y generación de curvas de nivel para ortofotos digitales.
Un sistema lídar emite pulsos de luz que se reflejan en el terreno y otros objetos de cierta altura. Los fotones de los pulsos reflejados son transformados en impulsos eléctricos e interpretados por un registrador de datos de alta velocidad. Puesto que la fórmula para la velocidad de la luz es bien conocida, los intervalos de tiempo entre la emisión y la recepción se pueden calcular fácilmente. Estos intervalos son transformados en distancia ayudados por la información posicional obtenida de los receptores GPS del avión/terreno y de la unidad de medición inercial de a bordo (IMU), la cual registra, constantemente, la altitud de la aeronave.
Los sistemas lídares registran datos de posición (x, y) y de elevación (z) en intervalos predefinidos. Los datos resultantes dan lugar a una red de puntos muy densa, típicamente a intervalos de 1 a 3 metros. Los sistemas más sofisticados proporcionan datos no solo del primer retorno sino también de los siguientes, que proporcionan alturas tanto del terreno como de su vegetación. Las alturas de la vegetación pueden proporcionar la base de partida para el análisis de aplicaciones de diferentes tipos de vegetación o de separación de altura.
Una ventaja significativa de esta tecnología, con respecto a otras, es que los datos pueden ser adquiridos en condiciones atmosféricas en las que la fotografía aérea convencional no puede hacerlo. Por ejemplo, la toma de datos puede hacerse desde un avión en vuelo nocturno o en condiciones de visibilidad reducida, como las que se dan con tiempo brumoso o nublado.
Los productos estándar fotogramétricos derivados de los datos lídar incluyen modelos de contorno y elevación para ortofotos. Para la obtención de contornos precisos se requiere un postprocesamiento de los datos iniciales. Puesto que los datos lídar son obtenidos sobre los objetos elevados (por ejemplo edificios), se usan sofisticados algoritmos para eliminar los puntos relativos a estos objetos. Debido a la gran densidad de puntos se requieren muy pocas líneas de quiebre, si acaso, para representar con precisión el terreno. No obstante, la presencia del sistema lídar y el uso de software de postprocesamiento, los procedimientos de validación deberán ser incorporados en el proceso para asegurarse de que los contornos finales sean representativos del terreno. El usuario final también deberá considerar que los contornos derivados de lídar tendrán una apariencia diferente a aquellos compilados mediante técnicas fotogramétricas convencionales. Debido a la densidad de puntos obtenida, los contornos derivados de lídar, aunque altamente precisos, tenderán a tener una apariencia más quebrada.
El postprocesamiento y la verificación en 3D también son recomendables cuando se hace uso de datos lídar para la generación de ortofotos digitales. Aunque los requerimientos de precisión vertical para la generación de una ortofoto son menos estrictos que para la generación de contornos, los datos deberán ser verificados para detectar errores de bulto. No se requiere necesariamente que los puntos en edificios sean eliminados. De hecho, los edificios modelados con datos lídar serán rectificados en su verdadera posición (ortofoto verdadera) y las distorsiones radiales eliminadas causadas por inclinación de los edificios. Esta mejoría es de alguna manera afectada por el hecho de que los bordes de edificios pueden tender a verse redondeados; dependiendo esto de la localización de los puntos relativos al borde del edificio.
Con el postprocesamiento se pueden obtener los siguientes datos:
- Extracción de cota suelo
- Extracción de edificios
- Extracción de árboles y masas forestales
- Herramientas de depuración del terreno
- Creación de vectores tridimensionales
- Herramienta de cuadratura de edificios
- Herramienta de edición
- Recorte de imágenes

La precisión de los datos obtenidos mediante la técnica lídar dependen de:
- La frecuencia del pulso.
- La altura de vuelo.
- El diámetro del rayo láser (dependiente del sistema)
- La calidad de los datos GPS / IMU y los procedimientos de post procesamiento.

Se puede llegar a precisiones de 1 metro en las coordenadas de posición y unos 15 cm en la coordenada de altura, si las condiciones en las que se efectúan las medidas son óptimas. Sin embargo, para cualquier aplicación a gran escala y que requiera una elevada precisión, los datos obtenidos se tendrán que comparar con otras técnicas. Usualmente se superponen los puntos obtenidos (con sus tres coordenadas dimensionales) sobre imágenes digitales. Para lograrlo se usan estaciones fotogramétricas digitales.

#### Formatos de archivo
La mayor parte de sistemas y aplicaciones lídar trabajan con un mismo formato, el formato LAS, cuya especificación ha sido desarrollada por la American Society for Photogrammetry & Remote Sensing (ASPRS), y que se ha convertido en un estándar de facto para trabajar con datos lídar.
LAS es un formato de archivo público que permite el intercambio de ficheros que contienen información de una nube de puntos tridimensional. El formato LAS es un archivo binario que mantiene toda la información procedente del sistema lídar y conserva la misma según la propia naturaleza de los datos y del sistema de captura.

### Detección de velocidades
Es la tecnología que emplean las pistolas láser de la policía para determinar la velocidad de los vehículos que circulan en el tráfico rodado. Se diferencia del radar en que en lugar de usar ondas de radio se usa un haz de luz láser pulsante en la banda del infrarrojo cuya frecuencia de pulsación es de 33 MHz y cuya longitud de onda es de 904 nm.
Las ventajas del lídar frente al radar son varias:
- Es mucho más rápido. En circunstancias normales puede obtener la velocidad del vehículo en solo 3 décimas de segundo.
- Como emite un haz de luz láser, el haz no diverge tanto y es mucho más estrecho que el del radar, que se dispersa y rebota en el entorno. El haz láser forma un cono muy estrecho. A unos 500 metros tiene una anchura aproximada de 2,5 metros de diámetro, con lo que se puede apuntar la pistola a un vehículo concreto y determinar su velocidad aunque haya más coches circulando a su alrededor. Puede, por lo tanto, emplearse en tráfico intenso apuntándose a los vehículos que se escojan. Además, debido a esta manera de funcionar y su rapidez, la detección mediante detectores que se encuentren instalados en los vehículos iluminados por el haz es bastante ineficaz, ya que cuando el detector alerta de la presencia del láser es demasiado tarde, porque la pistola ya ha registrado su velocidad.
- Es más fácil de manejar, transportar y mantener.
- Es más económico que un radar.
- Puede funcionar, al igual que el radar, por la noche, en lluvia, desde puentes, en vehículos estacionados, en modo automático o manual, etc.
- La única limitación del láser lídar es que siempre tiene que estar estático. El radar se puede emplear en movimiento, pero el láser lídar no se puede mover mientras realiza la medición.

### Óptica adaptativa

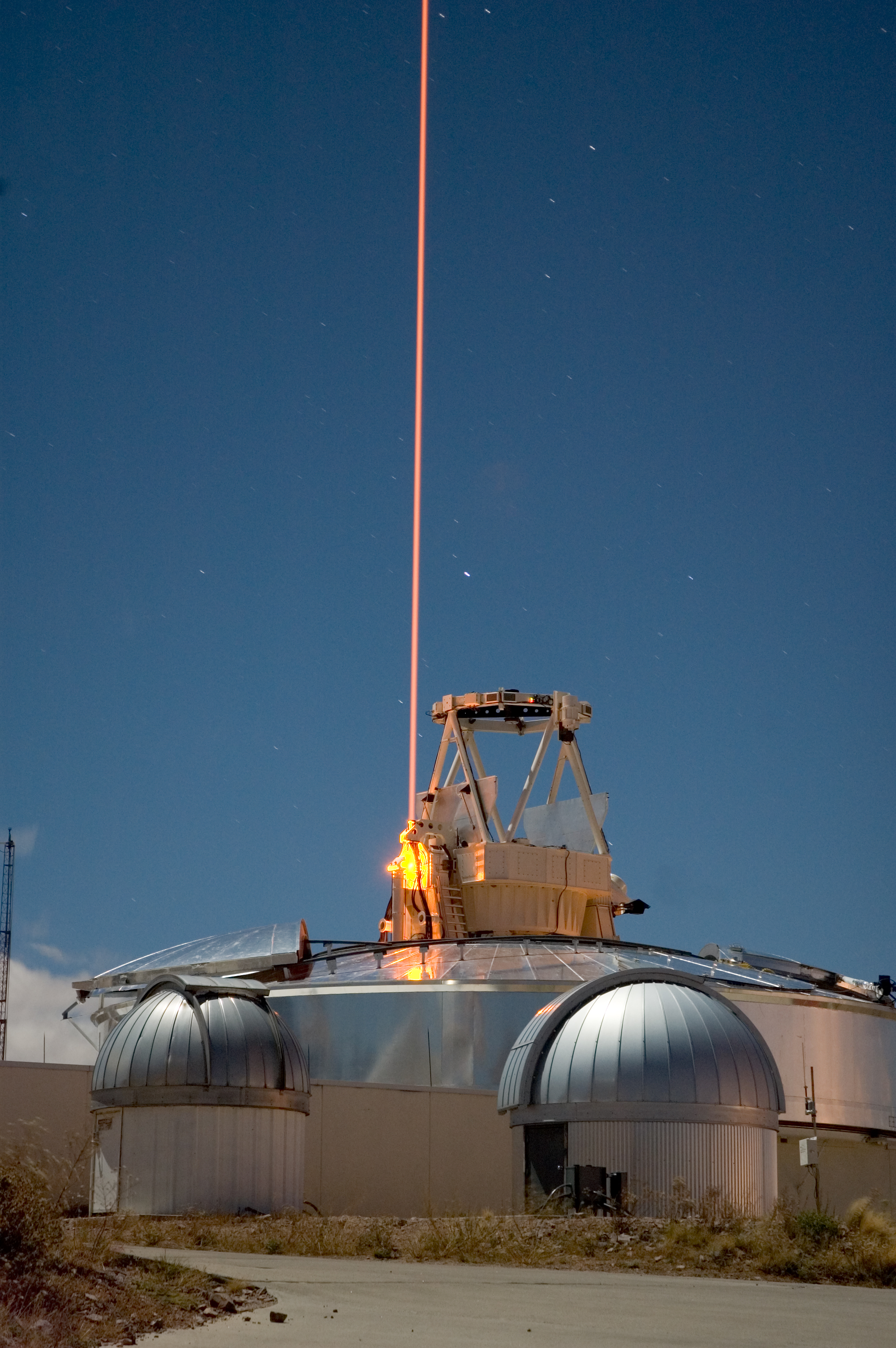
Un FASOR usado en el Starfire Optical Range para experimentos lídar y laser guide star (creación de una estrella virtual) y sintonizado en la línea D2 del sodio. Usado para excitar los átomos de sodio en las capas altas de la atmósfera. FASOR es el acrónimo de Frecuency Addition Source of Optical Radiation. En este sistema hay dos láseres de estado sólido en la zona del infrarrojo de modo y frecuencia únicos y de longitudes de onda de 1064 y 1319 micrones, respectivamente. Esas frecuencias son sumadas en un cristal LBO dentro de una cavidad resonante doble.

La óptica adaptativa es una técnica que permite corregir las perturbaciones más importantes que sufren las imágenes astronómicas debido a la atmósfera terrestre. Con este sistema es posible obtener imágenes más nítidas, o como explican los astrónomos, de mejor resolución espacial. La diferencia que introduce esta técnica es comparable a la que existe entre mirar un objeto situado en el fondo de una piscina con agua o sin agua.
De la importancia para la investigación astronómica habla el hecho de que todos los telescopios u observatorios con telescopios mayores de 4 metros han desarrollado o están desarrollando sistemas de óptica adaptativa adecuados a sus necesidades.
Las posibilidades que la óptica adaptativa ofrece a la astronomía son espectaculares. Eliminar las perturbaciones producidas por la atmósfera equivale esencialmente a observar desde el espacio.
Las perturbaciones atmosféricas causan una pérdida en nitidez o resolución espacial. Esta pérdida se traduce, por un lado, en una disminuida capacidad para resolver objetos, es decir, para realizar estudios detallados de su morfología. Por otro lado, influye también en la capacidad de detectar objetos débiles, dado que la imagen se dispersa en puntos de luz mayores.
La mejora que introduce la óptica adaptativa se puede cuantificar utilizando la relación entre el tamaño del telescopio y el tamaño de la mejor imagen que puede obtener. El poder de detección de un telescopio aumenta con el diámetro de su espejo primario y disminuye con el tamaño de la imagen que forma de un objeto puntual (de aquí la importancia de la calidad de imagen en un telescopio). Por tanto, la diferencia con un mismo espejo de 10 metros, entre conseguir enfocar imágenes de 0,4 segundos de arco (lo posible en una noche de visibilidad excelente) y una imagen de 0,04 segundos de arco, que debe ser posible con un sistema de óptica adaptativa, equivaldría a tener un espejo primario de 100 metros. De ahí que, como decíamos al principio, la mayor parte de los observatorios y telescopios importantes o bien ya disponen de un sistema propio de óptica adaptativa o bien están trabajando en ello.
La óptica adaptativa es una tecnología que permite determinar y corregir gran parte de las aberraciones con que llega el frente de onda de los objetos observados. El frente de onda es la envolvente geométrica de todos los rayos de luz que salieron al mismo tiempo de un objeto luminoso. Cuando el origen de la luz es un punto, el frente de onda es esférico; pero si está suficientemente lejos, como en el caso de las estrellas, ese frente es prácticamente plano.
En un sistema de óptica adaptativa, el frente de onda, perturbado por la atmósfera, es analizado en primer lugar por un sensor de frente de onda, que determina sus aberraciones. Esta información pasa al reconstructor de fase, el cual calcula las correcciones que debe realizar y las deformaciones que ha de adoptar el espejo deformable para compensar las aberraciones originales del frente de onda.
Con el «sensado» del frente de onda se pretende medir las aberraciones introducidas por la columna de atmósfera que atraviesa la luz proveniente del objeto astronómico. Normalmente, los objetos que se quieren estudiar son muy débiles, por lo que la medida de las perturbaciones del frente de onda ha de realizarse con alguna estrella brillante cercana al objeto de interés para que la luz procedente de esta estrella de referencia atraviese aproximadamente la misma columna de atmósfera que el objeto. Sin embargo, no siempre es posible encontrar estrellas suficientemente cercanas al objeto astronómico de interés y suficientemente brillantes para poder utilizarlas para medir el frente de onda.
La solución que se ha encontrado a este problema consiste en la producción de estrellas artificiales mediante la excitación con un rayo láser de la capa de sodio existente en las altas capas de la atmósfera. Esto requiere la utilización de láseres de elevada potencia y es una técnica que está aún en pleno desarrollo.

### Gestión forestal
En la lucha contra incendios, la disponibilidad de un modelo preciso del tipo de combustible presente en cada punto del terreno es esencial para poder predecir el comportamiento del fuego con exactitud y poder así tomar decisiones sobre las técnicas de ataque a emplear o sobre los recursos necesarios para combatir el fuego.
Gracias al lídar, es posible generar un mapa preciso de modelos de combustible basándose en la información vertical captada por las mediciones del lídar. Además, es posible mejorar aún más la precisión combinando los datos captados por el lídar con los datos obtenidos por otras vías, como pueden ser imágenes multiespectrales.
Teniendo en cuenta los valores de altura proporcionados por el lídar y la distribución vertical de los combustibles, captada por la posición relativa en diferentes intervalos de altura de grupos de mediciones dentro de la nube de puntos, es posible determinar tanto la cantidad de biomasa presente como el tipo de esta.

### Geología y edafología
La aparición de la tecnología lídar ha supuesto un gran avance en el estudio de la tierra. Gracias a los modelos digitales de elevaciones de alta resolución, obtenidos mediante esta técnica, permite su aplicación en diversos campos de la geología.
La posibilidad de obtener modelos de estructuras topográficas con detalle: canales fluviales, terrazas, entre otros, ha impulsado y facilitado el estudio de procesos físicos y químicos de la superficie terrestre; interferencia de agentes atmosféricos, caracterización y génesis de las formas del relieve, procesos de erosión y meteorización…
Esta técnica ha conseguido ponerse a la cabecera como herramienta fundamental para la detección de fallas, su seguimiento y estudio. Con modelos digitales 3D, permite obtener el antes y el después de un movimiento de placas, pudiendo realizar mediciones precisas, claves para entender cómo ocurren estos fenómenos naturales.
Entre otras aplicaciones geológicas, cabe destacar el monitoreo de glaciares (para evaluar el retroceso de los glaciares y su relación con los cambios en el ciclo hidrológico), análisis de cambio costero, movimiento de placas tectónicas, erupciones volcánicas, deslizamientos de tierra…

### Mecánica de rocas
El lidar es ampliamente utilizado en mecánica de rocas para la caracterización de macizos rocosos y la detección de cambios en taludes. Algunas de las propiedades del macizo rocoso que pueden ser extraídas de las nubes de puntos 3-D adquiridas mediante LiDAR son:
1. Orientación de discontinuidades[6][7][8]
2. Espaciado de discontinuidades y RQD[9][10]
3. Apertura de las discontinuidades
4. Persistencia de las discontinuidades[10][11]
5. Rugosidad de las discontinuidades[10]
6. Filtraciones de agua

Algunas de estas propiedades han sido usadas en la caracterización de macizos rocosos a través del RMR. Además, dado que a partir de los datos LiDAR puede determinarse la orientación de las discontinuidades, es también posible obtener la calidad geomecánica de los taludes rocosos mediante el SMR. Por último, la comparación de diferentes nubes de puntos 3D de un talud adquiridas en distintos momentos permite a los investigadores estudiar los cambios producidos en la escena durante el intervalo de tiempo estudiado debido al desarrollo de caídas de rocas u otros procesos gravitacionales.

### Otras aplicaciones
En física atmosférica, a través del uso de instrumentos lídar es posible medir densidades de ciertos constituyentes de la atmósfera (aerosoles, nubes, potasio, sodio, oxígeno y nitrógeno molecular, etc.). Con la tecnología más avanzada es posible calcular perfiles de temperatura o medir la estructura de vientos.
A medida que los fabricantes de automóviles y participantes en tecnología luchan por desarrollar vehículos autónomos, lídar se ha convertido en una tecnología muy codiciada. La desventaja de estos sensores es su precio (pueden llegar a costar decenas de miles de dólares). Nuevos desarrollos apuntan a tener un sensor lídar en un chip más pequeño que un grano de arroz. Este desarrollo no busca sustituir a los actuales sensores, sino convivir con ellos, ya que mientras un sensor lídar brinda precisión de largo alcance, los lídar de estado sólido serían para detección a distancias cortas, enfocándose en detalles que a veces pasan desapercibidos. Estudios recientes han demostrado que la utilización del lídar junto con las técnicas de inteligencia artificial permiten ofrecer soluciones a los desafíos de la conducción autónoma.